# Xã Patoka, Quận Crawford, Indiana
Xã Patoka (tiếng Anh: Patoka Township) là một xã thuộc quận Crawford, tiểu bang Indiana, Hoa Kỳ. Năm 2010, dân số của xã này là 1.579 người.